# ۲۸۱ (میلادی)
۲۸۱ (میلادی) دویست و هشتاد و یکمین سال تقویم میلادی است.

## درگذشتگان
‎